# Albatros de Buller
L'albatros de Buller (Thalassarche bulleri) és un gran ocell marí de la família dels diomedeids (Diomedeidae) que habita al Pacífic meridional. És un ocell d'hàbits pelàgics, cria a diferents illes de Nova Zelanda, com les Snares, Solander i Chatham, dispersant-se pel Pacífic meridional.

## Taxonomia
L'albatros de Buller són un tipus d’albatros que pertanyen a la família Diomedeidae de l’ordre Procellariiformes, juntament amb baldrigues, fulmars, ocells de tempesta, i petrells de busseig. Comparteixen certes característiques identificatives. En primer lloc, tenen passatges nasals anomenats narius que s'adhereixen al bec superior, tot i que les fosses nasals de l’albatros es troben als costats del bec. Els becs dels Procel·lariiformes també són únics en el fet que es divideixen en set a nou plaques còrnies. Finalment, produeixen un oli d’estómac format per èsters de cera i triglicèrids que s'emmagatzema al proventricle. S'utilitza contra depredadors i també com a font d’aliment rica en energia per als pollets i per als adults durant els seus llargs vols. També tenen una glàndula salina situada per sobre del passatge nasal i ajuda a dessalar els seus cossos, a causa de la gran quantitat d'aigua de l'oceà que absorbeixen. Excreta una solució altament salina del nas.

### Subespècies
El 1998, C.J.R. Robertson i G. B. Nunn van dividir aquesta espècie en dos,  Thalassarche (bulleri) bulleri, i  Thalassarche (bulleri) platei , encara que la majoria de les autoritats incloses ITIS, James Clements, BirdLife International, i Michael Brooke encara no han acceptat aquesta divisió.
D'acord amb el Congrés Ornitològic Internacional compren les següents subespècies:
- T. b. bulleri (Rothschild, 1893) — illes Solander i Snares.
- T. b. platei (Reichenow, 1898) — illes Three Kings i Chatham.